# メアリー・ミラー

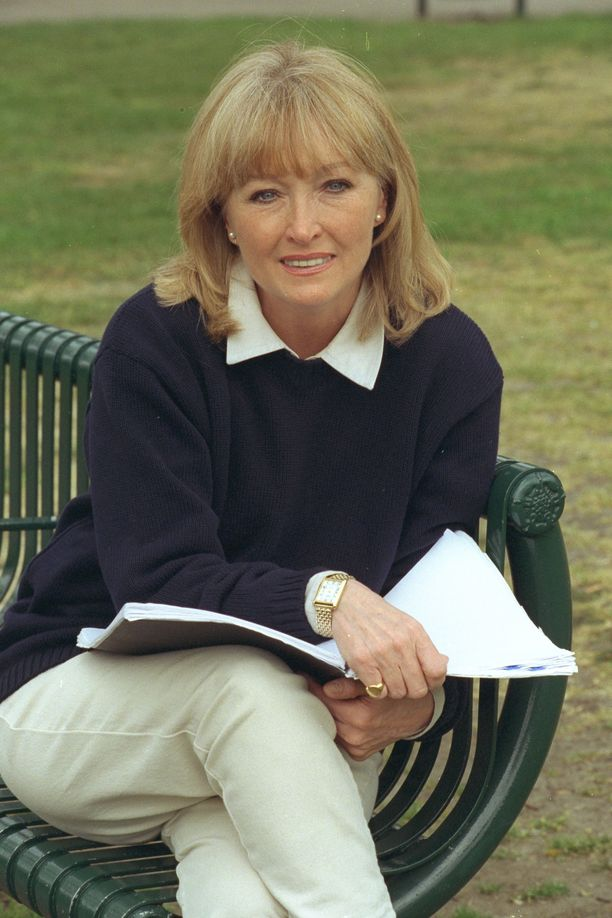
メアリー・ミラー 1997年

メアリー・ミラー（Mary Millar、1936年7月26日 – 1998年11月10日）は、イギリスの女優。
10代のころから舞台で活躍する。BBCテレビのコメディやミュージカル『オペラ座の怪人』などに出演した。1998年に舞台『美女と野獣』に出演していたが、体調を崩し降板した。同年11月10日、がんのためロンドンの自宅で死去した。62歳。